# Robert L. Levy
Robert L. Levy – amerykański producent, scenarzysta i reżyser, znany z produkowania takich hitów jak m.in. Polowanie na druhny, Podaj dalej, Wieczny student i Powiedz tak.
W 1987 założył wytwórnię filmową Tapestry Films, która w 2002 zawarła umowę z Miramax.